# Megaselia termitomyca
Megaselia termitomyca är en tvåvingeart som beskrevs av Ronald Henry Lambert Disney 1989. Megaselia termitomyca ingår i släktet Megaselia och familjen puckelflugor.
Artens utbredningsområde är Nigeria. Inga underarter finns listade i Catalogue of Life.